# Volutaria saharae
Volutaria saharae là một loài thực vật có hoa trong họ Cúc. Loài này được (L.Chevall.) Wagenitz mô tả khoa học đầu tiên năm 2003.